# Схватка (фильм, 1982)
«Схватка» — советский телефильм 1982 года режиссёра Юрия Ерзинкяна по рассказу Зори Балаяна «Последняя спичка».

## Сюжет
Действие фильма разворачивается на Крайнем Севере. Сбежавший из тюрьмы преступник в необитаемой тундре внезапно встречает местного старика при котором к тому же крупная сумма денег. Этот старик — Комо, некогда лучший каюр-оленевод и охотник в этих местах, давно уже собравшийся по обычаю предков уйти в тундру и умереть вдали от людей, но несмотря на своё недомогание всё-таки согласившийся выполнить поручение и отвезти зарплату оленеводам в дальний поселок. Эта встреча закоренелого уголовника и мудрого старика, их совместная борьба за существование в условиях смертельной опасности, приводит Степана к духовному обращению, он пересматривает свои взгляды на жизнь.

## В ролях
- Армен Джигарханян — Степан
- Максим Мунзук — Комо

В эпизодах: Виктор Корешков, Александр Ондар, Нартай Бегалин и другие.